# ليسيثين

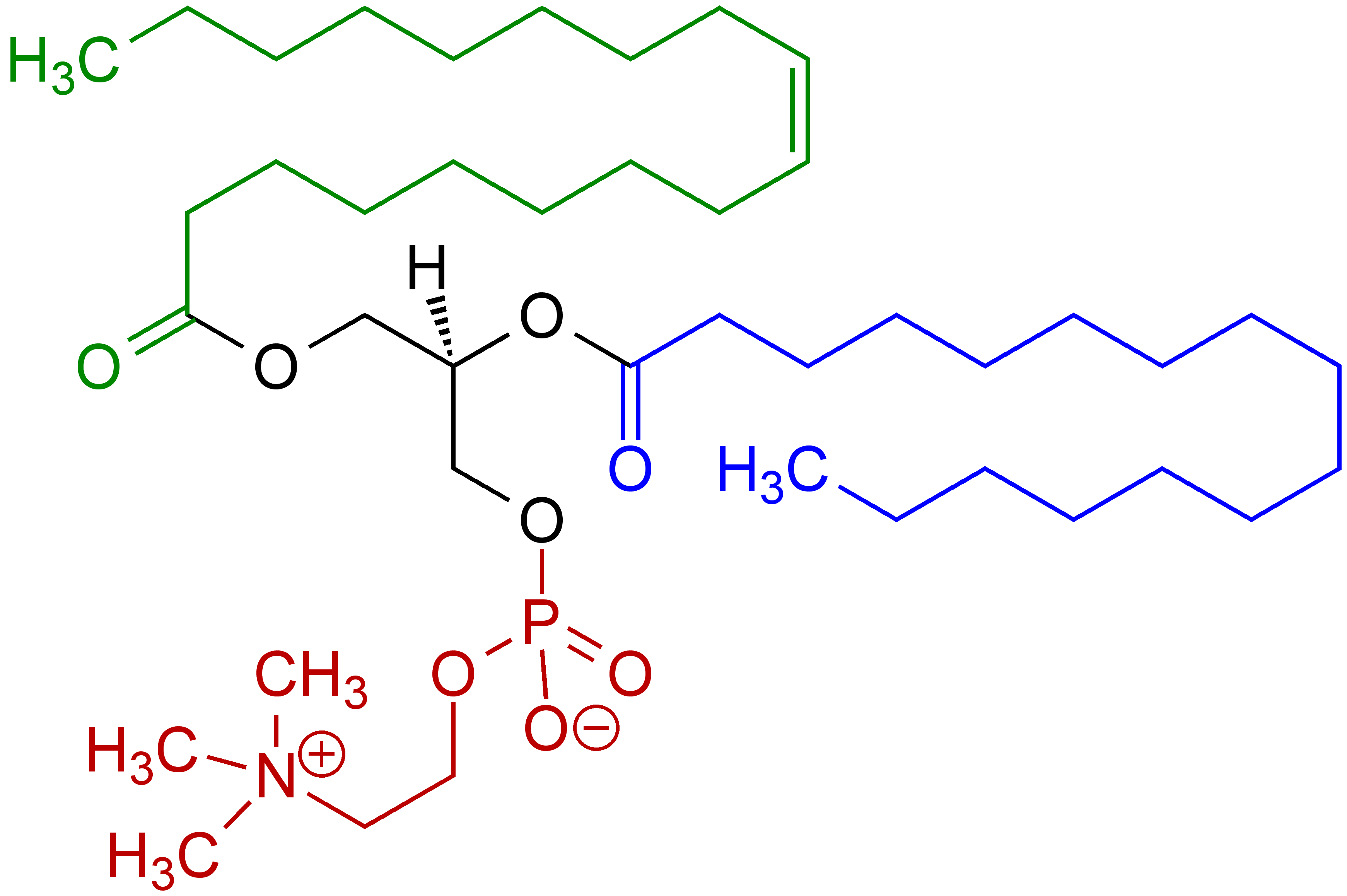
احد الأمثلة phosphatidylcholine, وهو فوسفوليبيد في الليسيثين. وتركيبه – كولين ومجموعة فوسفات ; – غليسرول; – دهن أحادي غير مشبع ; – حمض دهني مشبع.

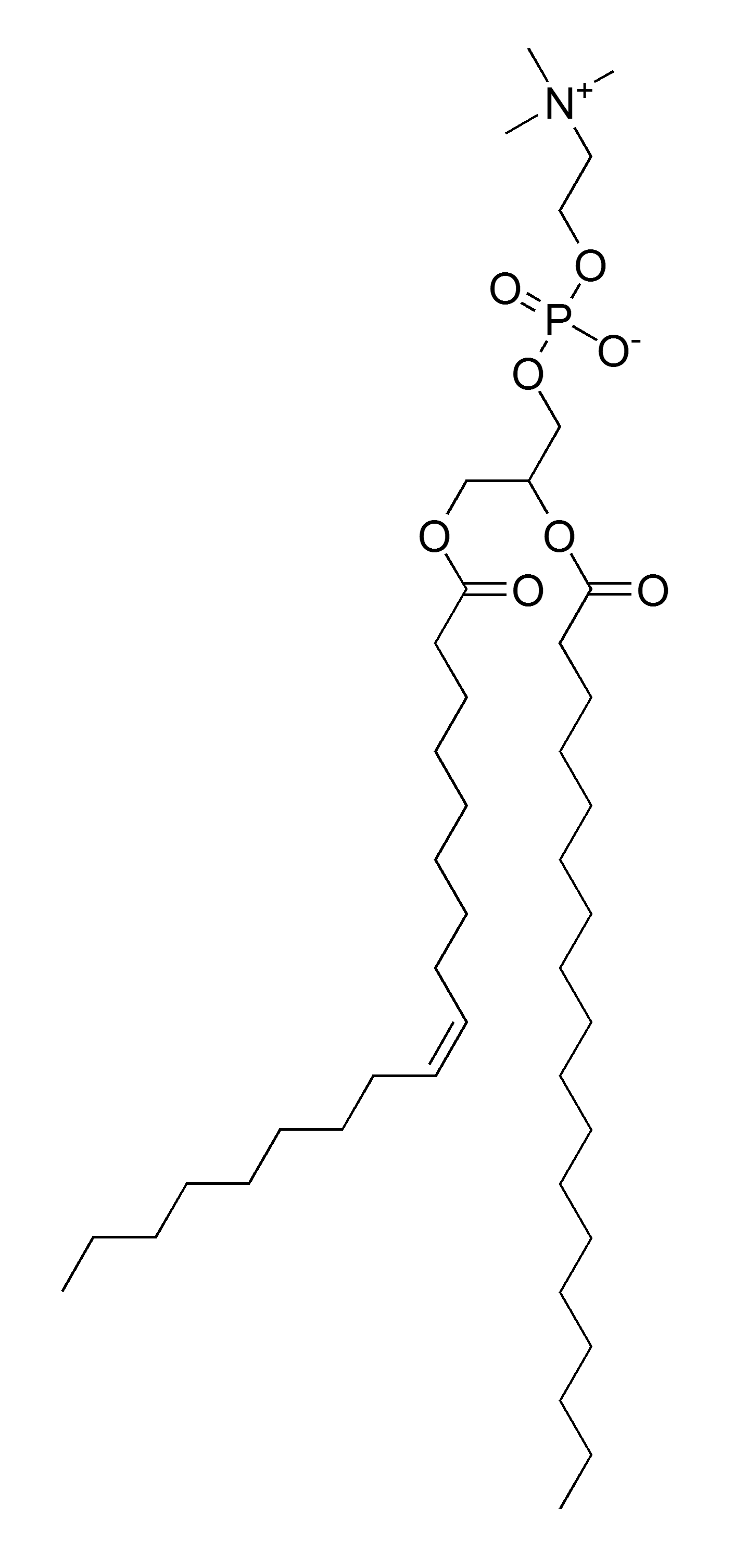
مثال phosphatidylcholine، وهو نوع من فسفوليبيد في الليسيثين.

الليسيثين هو أحد المواد المكونة لمجموعة من المواد الدهنية الصفراء البنية التي توجد في الأنسجة الحيوانية والنباتية، وفي صفار البيض، ويتألف من حامض الفوسفوريك، والكولين (أحد فيتامينات ب)، وأحماض دهنية، والجلسرين، والفوسفوليبيد. يدخل في تكوين غشاء الخلايا العصبية، وفي الدماغ.
يمكن استخراجه إما من صفار البيض (في lekithos اليونانية - λέκιθος) أو من فول الصويا، الذي يستخرج منه كيميائيا (باستخدام الهكسين) أو ميكانيكيا.
وكما أن له قدرة ضئيلة على الذوبان في الماء. ونجد أن الفوسفوليبيد في الذوبان المائي يُكوّن إما الليبوزومات، وصحائف ثنائية الطبقات، أو مذيلات، أو هياكل رقائقية «صفائحية»، وفقا لدرجة الحرارة والاتحاد الكيماوى بالماء. وينتج عن ذلك نوع من المواد السطحية التي غالبا ما تصنف كـمادة مذبذبة.
يباع الليسيثين كمكمل غذائي وفي الاستخدامات الطبية. ويستخدم أحيانا في الطبخ كـمستحلب.

## إضافات غذائية
يعتبر الليسيثين مادة سطحية جيدة التحمل وغير سمية. وقد تم الموافقة عليها من قبل إدارة الغذاء والدواء الولايات المتحدة|الأمريكية للاستهلاك البشري مع كتابة جملة «متعارف عليه عمومًا أنه آمن». الليسيثين هو جزء لا يتجزأ من غشاء الخلية، ويمكن أن يتحول كلية وبالتالي فإنه فعليا غير سمى للإنسان. والمستحلبات الأخرى يمكن أن تفرز فقط من الكليتين.
ويستخدم الليسيثين تجاريا في المواد التي تحتاج مستحلب طبيعي أو مادة تزليق، من صناعة الأدوية وحتى الأغطية الواقية. على سبيل المثال، الليسيثين هو مستحلب يحافظ على الكاكاو وعلى زبدة الكاكاو حتى لا تنفصل داخل قطعة الحلوى.
وتبين بعض الدراسات أن الليسيثين المستخرج من الصويا له آثار واضحة على خفض نسبة الكوليسترول والدهون الثلاثية، وفي الوقت نفسه رفع مستوى الكوليسترول الجيد في الدم. ومع ذلك، فقد تبين أن الدراسات التي اجريت حول ليسيثين الصويا كانت متضاربة ومتناقضة منذ العشرينيات 
الليسيثين التجاري، كما يستخدمه مصنعي المواد الغذائية، هو خليط من الفسفوليبيدات في الزيت. ويحصل على الليسيثين من خلال إزالة صمغ الزيت المستخرج من البذور. والليسيثين هو خليط من عدة فوسفوليبيدات، ويعتمد التركيب على مصدر الليسيثين. وزيت فول الصويا يعد مصدرا رئيسيا له.ومن أجل حاجة الاتحاد الأوروبي، إلى الإعلان عن اضافات من مسببات الحساسية في الأطعمة، بالإضافة إلى لوائح بشأن المحاصيل المعدلة جينيا، فهناك الآن تحول تدريجي إلى مصادر أخرى لـ«الليسيثين» (مثل زيت عباد الشمس).
في السمن النباتي، وخاصة الذي يحتوي على مستويات عالية من الدهون أكثر من 75 ٪، يضاف الليسيثين باعتباره عامل 'مضاد للتناثر' أثناءالقلي في الأواني غير العميقة. ويعترف الاتحاد الأوروبي بالليسيثين كأحد الإضافات الغذائية، الذي يشار إليه ب E number E322.
ويمكن تعديل الليسيثين أيضا عن طريق عملية تسمى التجزئة، يخلط اليسيثين أثناء هذه العملية، بالكحول، وعادة ما يكون الإثانول. بعض الفوسفوليبيدات لديها قابلية للذوبان في الإيثانول (على سبيل المثال، الفسفاتيديل كولين)، في حين أن معظم الفوسفوليبيدات الأخرى لا تذوب بشكل جيد في الإيثانول. ويتم فصل الإثانول عن ترسبات الليسيثين، التي يزال بعدها الإيثانول عن طريق التبخر، للحصول على جزء من الليسيثين مخصب بالفسفاتيديل كولين.

### التوافق مع الأنظمة الغذائية الخاصة
وهناك فائدة مؤكدة، وتوصية باستخدامه لاولئك الذين يتناولون الحامض النيكوتينى لعلاج ارتفاع الكوليسترول في الدم. والعلاج بالحامض النيكوتينى قد يستهلك الكولين، مما يحتم زيادة كمية الليسيثين أو الكولين في النظام الغذائي.
هناك دليل على التوصية بأن الليسيثين نفسه يخفض نسبة الكولسترول.
الليسيثين المستخرج منالبيض قد يكون محط اهتمام أولئك الذين يتبعون s. أنظمة غذائية خاصة. وليسيثين البيض لا يعد هما لأولئك الذين يتبعون نظام غذائى لخفض الكوليسترول (لأن الليسيثين الموجود في البيض يمنع امتصاص الكولسترول الموجود فيه بشكل ملحوظ). ولا يوجد اتفاق عام بين النباتيين حول الليسيثين المستمد من البيض؛ ونظرا لأنه من المشتقات الحيوانية، فإن النباتيين جاينالجينيين قد قرروا عدم اكله.

#### أعراف دينية
وبالنسبة إلى اليهود المتشددين والملتزمين بالكشروت، على الرغم من عدم ذكر الاسم صراحة، ووفقا لبعض التفسيرات ليسيتين فان البيض قد يكون بارف أي به مشتقات خنزير، وعلى سبيل المثال، قد تكون ممزوج بكل من اللحوم والألبان إذا كانت تعتبر pareve من قبل وكالة كوشير مصدقة وموثوق بها.
ويعتبر البعض أيضا أن اليسيثين المستخرج من الصويا kitniyot يحظر تناوله في عيد الفصح.

## الاستخدام الصيدلاني
يُعتبر مرطباً للجلد وعاملاً مستحلباً وعاملاً مذيباً، يستطيع أن يربط الدهون (الزيت) بالماء ولهذا يُستخدم الليستين في مجالات واسعة في تطبيقات صيدلانية مختلفة كما يُستخدم في مستحضرات التجميل والمنتجات الغذائية، حيث يُستخدم الليستين بشكل رئيسي كعامل مبعثر ومستحلب ومثبت كما يدخل في تركيب الحقن الوريدية والعضلية والمنتجات الغذائية والأشكال الموضعية مثل الكريمات والمراهم. ويدخل الليستين في تركيب أساس التحاميل الشرجية ليخفف من هشاشة التحاميل وقد تم التحقق من أن له خصائص تعزز الامتصاص في بخاخات الأنسولين الأنفية.
يُستخدم الليستين علاجياً ومشتقاته كخافض للتوتر السطحي الرئوي ومعالجة متلازمة الشدة التنفسية لدى حديثي الولادة.
وبصفته يربط الهند بالماء فيستعمل الليسثين في المعلبات الغذائية  وفي صناعة الحلويات والجاتوه.

## التأثير على صحة الجسم
يُعتبر الليستين جزءاً من الغشاء الخلوي، وبصفة خاصة في أغشية  الخلايا العصبية لذلك فإنه يفترض أن يكون جزءاً طبيعياً من الغذاء، إلا أن الاستهلاك المفرط منه قد يسبب أذيات صحية.
تُستعمل جرعات فموية بمقدار 80 غ يومياً في معالجة خلل الحركة المتأخر Tradive dyskinesia. لقد صُنّف الليستين من فئة المواد غير المخرشة أو المحسسة عند تطبيقه موضعياً.

## وصلات خارجية
- مقدمة في الليسيثين نسخة محفوظة 27 نوفمبر 2020 على موقع واي باك مشين. (جامعة ارلانجن)
- توجيه الصناعة بهيئة الغذاء والدواء لتصنيف ليسيثين الصويا نسخة محفوظة 17 يناير 2009 على موقع واي باك مشين.
- معلومات الفيسفوتيدال كولين
- استخدام الليسيثين لانسداد الانابيب المتكرر